# メアリー・ブラック (天文学者)
メアリー・テレサ・ブラック（Mary Teresa Brück、旧姓 コンウェイ（Conway）、1925年5月29日 - 2008年12月11日）は、アイルランド出身の天文学者・天体物理学者・科学史家である。キャリアの大半をダブリンのダンシンク天文台とスコットランドのエディンバラ王立天文台で過ごした。

## 幼年期と教育
メアリー・テレサ・コンウェイは、1925年5月29日にアイルランドのミース県バリバーで生まれた。8人兄弟の最年長だった。幼少期はアイルランド式に「Máire Treasa Ní Chonmhidhe」と名乗っていた。修道院学校では数学、科学、音楽の才能を示した。ユニバーシティ・カレッジ・ダブリン（アイルランド国立大学ダブリン校）では物理学を専攻し、1945年に学士号（BSc）、1946年に修士号（MSc）を取得した。

## 天文学者として
メアリー・コンウェイはスコットランドのエディンバラ大学大学院で太陽天体物理の研究を行い、1950年に博士号（PhD）を授与された。博士論文指導教員はマービン・A・エリソンで、当時エディンバラ王立天文台の主席科学者だった。
卒業後、コンウェイはダブリンに戻り、ダンシンク天文台に勤務した。天文台は1947年にダブリン高等研究所に移管されたときに研究所に改組され、ドイツ生まれの天文学者ハーマン・ブラック（ヘルマン・ブリュック）が新しい天文台長に任命された。
コンウェイはハーマン・ブラックと1951年に結婚し、以降はメアリー・ブラックと名乗った。ハーマン・ブラックには、亡くなった前妻との間に2人の子供がいた。ハーマンとメアリーの間にはさらに3人の子供が生まれた。
ハーマン・ブラックは1957年にスコットランド王室天文官（エディンバラ王立天文台長）に任命され、一家はエディンバラに移った。メアリー・ブラックは、1962年にエディンバラ大学で非常勤講師に任命された。その後、常勤講師になり、上級講師に昇進した。
メアリー・ブラックは恒星、星間物質およびマゼラン雲の研究を行った。この研究の一部には、オーストラリアのサイディング・スプリング天文台のUKシュミット望遠鏡で撮影した写真が利用された。マゼラン雲に含まれる恒星の数、明るさ、色によって、近傍の銀河の構造と進化を研究した。王立天文学会の月報、エディンバラ王立天文台の出版物、『ネイチャー』や『アストロノミー・アンド・アストロフィジックス』で広く発表を行った。
2017年7月、ダブリンシティ大学はメアリーの科学への貢献を讃えて、建物の1つをメアリーに因んで命名した。

## 科学史家として
メアリー・ブラックは夫との共著で、19世紀のスコットランド王室天文官であるチャールズ・ピアッツィ・スミスの伝記を執筆した。天文学における女性の仕事およびスコットランドとアイルランドの天文学の歴史に特化した科学史家としての評判を確立した。
メアリー・ブラックは、それ以前にはほとんど注目されていなかった女性天文学者の業績について記述した『Women in Early British and Irish Astronomy: Stars and Satellites（イギリスとアイルランドの初期の天文学における女性たち：恒星と衛星）』と、19世紀の著名なアイルランドの女性天文学者であるアグネス・クラークについての本『Agnes Mary Clerke and the Rise of Astrophysics（アグネス・メアリー・クラークと天体物理学の台頭）』を執筆した。メアリー・ブラックは、オックスフォード英国人名事典に5つの記事を、天文学者人名事典に6つの記事を寄稿した。